# Fussballclub Winterthur
El Fussballclub Winterthur és un club de futbol suís de la ciutat de Winterthur, Cantó de Zuric.

## Història

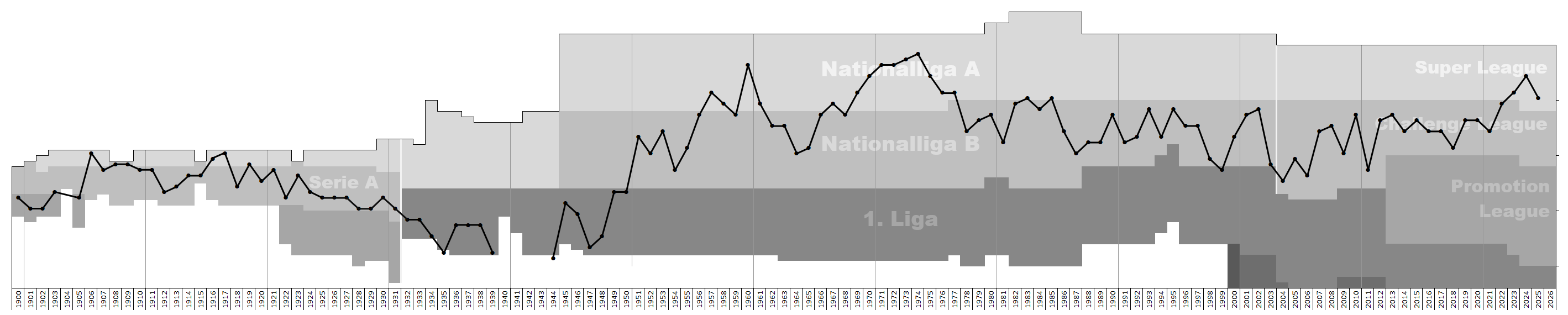
Gràfica amb les posicions del FC Winterthur a la lliga suïssa.

Va ser fundat el 1896 i visqué els seus millors anys a inicis de segle xx, en els que guanyà tres cops la lliga suïssa els anys 1906, 1908 i 1917.

## Palmarès
- Lliga suïssa de futbol:
  - 1906, 1908, 1917

## Entrenadors destacats
- Martin Rueda (2000–2001)
- Walter Grüter (2001)
- Urs Schönenberger (2001–2002)
- Ivan Koritschan (2002–2003)
- Hans-Joachim Weller (2003)
- Gianni Dellacasa (2003–2004)
- Mathias Walther (2004–2009)
- Boro Kuzmanović (2009–2014)
- Jürgen Seeberger (2014–2015)